# Боинг 737
Boeing 737 е авиолайнер за полети по къси до средни дистанции, конструиран от американската компания Boeing. Първият полет се осъществява на 9 април 1967 г. и оттогава той става най-разпространеният и продаван самолет в света. Произведени са над 6500 екземпляра, като около 4500 от тях са във всекидневна експлоатация в 190 държави и повече от 541 авиокомпании. Летателният апарат има 10 варианта, от които 5 (-100, -200, -300, -400, -500) са извън производство, а останалите 5 (-600, -700, -800, -900, -900ЕР) продължават да се изработват от заводите на Boeing. Самолетите Boeing 737 са повече от една четвърт от всички активно летящи авиолайнери в света. Той е превозил около 12 милиарда пътника от годината на първия си полет до днес. Около 1250 машини средно са във въздуха през което и да е време на денонощието, а на всеки 4,6 секунди един Боинг 737 извършва излитане или кацане.

## Моделно семейство

### Оригинални модели

#### Boeing 737 – 100
Това е първият и най-малкият модел Boeing 737. Първият клиент на този модел е Lufthansa, като самолетът постъпва в редовна летателна експлоатация през 1968 г. Произведени са общо 30 Boeing 737 – 100. Boeing 737 – 100 и 737 – 200/-200 Adv са така наречените „оригинални“ модели 737.

#### Boeing 737 – 200
Това е удължена версия на Boeing 737 – 100. Първият клиент на B737-200 е United Airlines и постъпва в летателна експлоатация през 1968 г. По-известната весия на този модел е B737-200Adv. Задвижван е от двигатели Pratt & Whitney JT8D. Този модел все още лети в някои авиокомпании в Африка, Азия и Южна Америка.

### Класически модели

#### Boeing 737 – 300
Проектът Boeing 737 – 300 стартира през 1981 г. с начални клиенти USAir и Southwest Airlines. Този модел става първият „класически“ Boeing 737. Самолетът има стандартна конфигурация от 128 до 148 пътника, разпределени в две класи. Последният произведен Boeing 737 – 300 е изкаран от завода през 1999 г. и е доставен на Air New Zealand на 17 декември същата година. Самолетът е дълъг 32,3 m, а разпереността на крилата е 28,88 m. Скоростта му достига 815 km/h. Максималното допустимо тегло при излитане е 62 822 kg. Дължина на полета до 4230 km.
Самолетът подлежи на различни модификации, като поставяне на т.нар. уинглети – удължения на изходящия ръб на крилото, намаляващи индуктивното съпротивление и увеличаващи далечината на полета посредством по-икономично изразходване на горивото.

#### Boeing 737 – 400
Boeing 737 – 400 е удължен вариант на модел -300, първоначално създаден с цел да удовлетвори чартърните авиокомпании. Стартовите клиенти са Piedmont Airlines и Pace Airlines. Самолетът е създаден през 1985 г., а влиза в употреба през 1988 г. Последният построен Boeing 737 – 400 е доставен на 25 февруари 2000 г. на чешкия национален авиопревозвач – ČSA.

#### Boeing 737 – 500
Проектът Boeing 737 – 500 е стартиран през 1987 г. от американската авиокомпания Southwest Airlines. Моделът влиза в експлоатация през 1990 г. Дължината на фюзелажа е подобна на тази на модел -200, но самолетът включва всичките подобрения на „класическите“ B737. Моделът е създаден да замести директно -200, като предлага по-голяма далечина на полета при по-малък капацитет от 737 – 300. Последният екземпляр е предаден на японската All Nippon Airlines на 26 юли 1999 г.

### Ново поколение
През ноември 1993 г. бордът на директорите на Boeing взима решение за създаването на ново поколение B737, които да заменят класическите модели. Още в началото на 90-те става ясно, че Boeing започва бързо да губи пазарен дял поради масовото навлизане на самолети Airbus A320 дори при лоялни клиенти на Boeing като Lufthansa. Затова е одобрена концепцията за Boeing 737 Next Generation (ново поколение). Тя включва:
- Нов модел турбореактивен двигател CFM56-7 със 7% по-ефикасен от предишния вариант CFM56-3
- Далечина на полета от над 5500 km, която дава възможност за междуконтинентални полети
- Увеличен капацитет на горивните резервоари и по-висока максимална излетна маса
- Кабина, оборудвана с 6 LCD-дисплея, която позволява да бъде оперирана от пилоти на „класическите“ серии
- Подобрен комфорт за пасажерите и по-голяма вместимост на багажните отделения за ръчен багаж
- Подобрена аеродинамика

#### Boeing 737 – 600
Този вариант изпълнява първия си полет на 22 януари 1998 г. Стартовият клиент е скандинавската авиокомпания SAS. Серията 737 – 600 е проектирана да замени остаряващите Boeing 737 – 500. Произведени са 68 броя, а вместимостта е между 108 и 132 пътника.

#### Boeing 737 – 700
Това е първият Boeing 737 Next Generation. Той изпълнява първи полет на 9 февруари 1997 г. Построени са 1043 екземпляра с поръчки за още 488. Стартовият клиент е Southwest Airlines. Този вариант е проектиран да замени широко разпространения Boeing 737 – 300. В зависимост от конфигурацията между бизнес и икономична класа, самолетът побира между 126 и 149 пътници. Снабден е с уинглети, далечината на полета достига 6370 km в конфигурация от две класи. Моделът Boeing 737-700ER е вариант с увеличена далечина на полета, достигаща 10 695 km в конфигурация за 126 пътници. Това е моделът с най-голям обхват от цялото семейство 737.

#### Boeing 737 – 800
Това е най-популярният вариант на модела Boeing 737. Произведени са общо над 2060 екземпляра с поръчки за още над 1500. Първият полет е осъществен на 31 юли 1997 г., а стартовият клиент е Hapag Lloyd. Самолетът побира между 162 и 189 места, а далечината на полета достига 5765 km. Най-големият клиент на този модел е нискотарифната авиокомпания Ryanair с над 280 броя в наличност.

#### Boeing 737 – 900
С първи полет на 3 август 2000 г. Boeing представя последния вариант от семейството – Boeing 737 – 900. От него са произведени 52 броя. На 1 септември 2006 г. Boeing представя и варианта с увеличена дължина на полета – Boeing 737-900ЕР. Той е конструиран да се конкурира с Airbus A321 на пазара за самолети с къс до среден обхват. Далечината на полета е 6045 km в конфигурация от две класи – 180 пътника. Произведени са 80 броя, с поръчки за още 174.